# 堕天使 (音楽グループ)
堕天使（だてんし）は、日本の音楽アーティストsecretが制作した楽曲の全てを乃愛 (のあ)が買い取って制作されている音楽グループ。

## 概要
2002年（平成14年）から2025年(令和7年)まで、およそ25年程の間、音楽アーティストsecretが制作した楽曲およそ3,000曲を乃愛 (のあ)が買い取り現在、制作が続けられている。

## ディスコグラフィー

### シングル
- 『生命 (いのち)』 （2019年（平成31年）1月6日 - 限定流通)